# هیون جو-یوپ
هیون جو-یوپ (انگلیسی: Hyun Joo-yup؛ زادهٔ ۲۷ ژوئیهٔ ۱۹۷۵) بازیکن سابق و مربی بسکتبال اهل کره جنوبی است.
از باشگاه‌هایی که در آن بازی کرده‌است می‌توان به دانشگاه کره اشاره کرد.
وی در مسابقات کشوری و بین‌المللی در مجموع برندهٔ ۲ مدال طلا، ۶ مدال نقره شده‌است.